# L'invenzione di Morel (film)
L'invenzione di Morel è un film di fantascienza del 1974 diretto da Emidio Greco, tratto dall'omonimo romanzo dello scrittore argentino Adolfo Bioy Casares.
È stato presentato nella Quinzaine des Réalisateurs al Festival di Cannes 1974.

## Trama
Un evaso fuggito da un penitenziario collocato su un'isola, approda senza saperlo su un'altra isola, da tempo abbandonata. Un giorno vede delle figure stagliarsi sull'alta scogliera, degli uomini e delle donne, vestiti in maniera molto elegante ma antiquata, stile anni '20, che sembrano trascorrere una piacevole villeggiatura. Li spia, sperando di non essere visto, e un giorno vede intenta a leggere solitariamente una giovane donna, che scoprirà chiamarsi Faustine.
Faustine lo vede, o almeno è questo quello che il naufrago pensa, ma non dà alcun allarme. Egli è convinto che abbia voluto aiutarlo, per questo cerca di ritrovarsi da solo con lei per poterle parlare. Ma Faustine sembra non curarsi della sua presenza, così una notte il naufrago penetra nella villa e scopre che Faustine non è l'unica a ignorarlo.
Deciso a capire, s'intrufola nuovamente nella villa e assiste a una riunione degli ospiti. Morel, il padrone di casa, sta illustrando l'esperimento in cui ha coinvolto, a loro insaputa, tutti gli ospiti: sono stati ripresi, per tutto il tempo della loro permanenza sull'isola, da una macchina di sua invenzione, capace di riprodurre all'infinito quei sette giorni di "spensierata gaiezza".
Alcuni degli ospiti sono increduli, altri furibondi: chi perché si vede vittima di un raggiro, chi perché preoccupato della propria salute (gli impiegati su cui Morel aveva fatto un simile esperimento sono tutti morti). Morel, offeso, esce dalla stanza: un ospite (Roberto Herlitzka) lo raggiunge scusandosi per la reazione di alcuni di loro e gli chiede di rientrare per finire di leggere la spiegazione, scritta su una lettera. Ma Morel è irremovibile e, indignato, non rientra nella villa: un ospite leggerà la lettera ai presenti e si capisce così  che il soggiorno sull'isola risale al 1929. Il naufrago realizza dunque che la Faustine che vede è quella vissuta almeno cinquant'anni prima, immortalata e ciclicamente riproposta dalla macchina.
A questo punto la scelta per lui è difficile: lasciare l'isola e cercare la sua Faustine oppure trovare il modo di entrare anch'egli nella proiezione, così da poter, forse, penetrare nel piano della memoria di Faustine e vivere con lei per sempre. Sceglie questa strada e, dopo aver attivato la macchina, cerca di modellare i suoi gesti e le sue movenze a quelle di Faustine, ricreando l'illusione che siano avvenuti contemporaneamente.
La macchina, però, ha un effetto nefasto su di lui, come se la sua essenza, una volta immortalata, non possa più esistere nella realtà: lentamente, infatti, il suo corpo si sta disfacendo. In un ultimo momento di lucidità e di forza, distrugge la macchina.

## Curiosità
La prima parte del film, quasi un terzo del totale, è senza dialogo. Il primo è esattamente dopo 32 minuti, nella scena in cui il protagonista evaso si presenta a Faustine.
Il fabbricato che Morel chiama "Il museo" è stato costruito appositamente per il film, senza fondamenta, da manovalanza dell'isola di Malta, utilizzando il celebre calcare locale giallo (impropriamente detto "tufo"). Invece i ricchi interni in marmo sono stati riprodotti interamente a Cinecittà, avvalendosi esclusivamente di cartapesta.

## Critica
(Fantafilm)